# A

A의 필기체

A, a(에이)는 로마자의 1번째 글자이다.

## 이름
- 라틴어·독일어·네덜란드어·인도네시아어·베트남어·에스페란토: 아 [aː]
- 프랑스어·이탈리아어·스페인어: 아 [a]
- 영어: 에이 [eɪ]
  - 오스트레일리아 영어: 아이 [aɪ]

## 역사
A는 소를 의미하는 그림 문자에서부터 왔다.
| Egyptian hieroglyphic ox head | Proto-semitic ox head | Phoenician aleph     | Greek alpha      | Etruscan A        | Roman A     |
| 이집트 상형문자 수소 머리     | 셈조어 문자 수소 머리 | 페니키아 문자 알레프 | 그리스 문자 알파 | 에트루리아 문자 A | 로마 문자 A |

## 컴퓨터 부호
| 문자           | A                                | A                                | a                              | a                              |
| -------------- | -------------------------------- | -------------------------------- | ------------------------------ | ------------------------------ |
| 유니코드 이름  | LATIN CAPITAL LETTER A           | LATIN CAPITAL LETTER A           | LATIN SMALL LETTER A           | LATIN SMALL LETTER A           |
| 인코딩         | 10진수                           | 16진수                           | 10진수                         | 16진수                         |
| 유니코드       | 65                               | U+0041                           | 97                             | U+0061                         |
| UTF-8          | 65                               | 41                               | 97                             | 61                             |
| 수치 문자 참조 | &#65;                            | &#x41;                           | &#97;                          | &#x61;                         |
| EBCDIC         | 193                              | C1                               | 129                            | 81                             |
| ASCII          | 65                               | 41                               | 97                             | 61                             |
| 문자           | Ａ                               | Ａ                               | ａ                             | ａ                             |
| 유니코드 이름  | FULLWIDTH LATIN CAPITAL LETTER A | FULLWIDTH LATIN CAPITAL LETTER A | FULLWIDTH LATIN SMALL LETTER A | FULLWIDTH LATIN SMALL LETTER A |
| 인코딩         | 10진수                           | 16진수                           | 10진수                         | 16진수                         |
| 유니코드       | 65313                            | U+FF21                           | 65345                          | U+FF41                         |
| UTF-8          |                                  | EF BC A1                         |                                | EF BD 81                       |
| 수치 문자 참조 | &#65313;                         | &#xFF21;                         | &#65345;                       | &#xFF41;                       |

## 쓰임
- 자리의 밑가 십를 초과하는 위치 기수법법은 십을 A로 표기한다. 예 : AB(12) = 131(10), AB(16) = 171(10), AB(20) = 211(10).
- a는 국제음성기호에서 전설 비원순 저모음을 나타낸다.
- a는 면적의 단위인 아르의 기호이다.
- A는 전류의 단위인 암페어의 기호이다.

## 기타
상표 등에서는 A에서 가운데의 가로줄을 빼서 'Λ'처럼 쓰기도 하는데, 이러면 그리스 문자 Λ나 키릴 문자 Л와 모양이 같아진다. 예를 들면 SΛMSUNG이나 KIΛ. 국제음성기호에서는 A와 비슷하되 다른 발음으로 Λ를 쓰기도 한다.